# Motosada Mori
Motosada Mori (毛利 元貞, Mōri Motosada) est né à Hiroshima, au Japon, en 1964. Il est le consultant militaire de la série des Metal Gear. Il fait également partie de l'International Close Combat Instructors Association.

## Jeunesse
Mori s'est initié à la pratique des arts martiaux dès l'âge de douze ans. Il pratique alors le judo, le karaté et l’aïkido.

## Carrière militaire
Mori commença sa carrière en 1983 en rejoignant une unité d'artillerie de la force terrestre d'autodéfense japonaise. Il y reçut un entraînement aux techniques de combats au corps à corps. Après cela, il intégra la légion étrangère et ne la quitta qu'après cinq années de service. En 1989, Mori devient le garde du corps du 14e dalaï-lama et aida le gouvernement japonais à former une unité anti-terroriste l'année suivante.